# Chionaema alba
Chionaema alba là một loài bướm đêm thuộc phân họ Arctiinae, họ Erebidae.